# 圧電応答力顕微鏡
圧電応答力顕微鏡（あつでんおうとうりょくけんびきょう、Piezoresponse Force Microscopy : PFM）は走査型プローブ顕微鏡の一種。圧電応答顕微鏡（あつでんおうとうけんびきょう）、ピエゾ応答力顕微鏡（―おうとうりょくけんびきょう）ともいう。

## 概要
走査型プローブ顕微鏡の一種で試料表面の形状や強誘電体試料の分極方向の情報を得るために使用される。
コンタクトモード原子間力顕微鏡で強誘電体の試料の圧電特性の応答としての表面振動を検出する。強誘電体試料に交流電圧を印加することにより、強誘電体の圧電特性の応答としてその交流周波数と同じ周波数の微小振動が表面に生じるのでこの振動をAFMのカンチレバーのたわみの変化として測定する。電圧の印加法は、試料表面に設けた上部電極の利用や、導電性カンチレバーを用いる方法がある。カンチレバーの振動による信号は、ロックインアンプを用いて、印加交流電圧の位相に対して同期検出され、位相情報から強誘電体試料の分極方向の情報が得られる。

## 用途
- 材料開発
- 誘電体の研究